# A Lưới
A Lưới là một huyện miền núi biên giới cũ từng thuộc thành phố Huế, Việt Nam.

## Địa lý
Địa giới huyện A Lưới được giới hạn trong tọa độ địa lý từ 160 00'57'' đến 16027' 30'' vĩ độ Bắc và từ 1070 0' 3' đến 1070 30' 30'' kinh độ Đông, có vị trí địa lý:
- Phía đông giáp thị xã Hương Thủy và huyện Phú Lộc
- Phía tây giáp huyện Đakrông, tỉnh Quảng Trị và nước CHDCND Lào
- Phía nam giáp huyện Tây Giang, tỉnh Quảng Nam
- Phía bắc giáp thị xã Hương Trà và thị xã Phong Điền.

Huyện A Lưới nằm trên trục đường Hồ Chí Minh chạy qua địa phận 14 xã, thị trấn trong huyện đã phá thế ngõ cụt, nối liền A Lưới thông suốt với hai miền Bắc-Nam đất nước; cách không xa quốc lộ 9- trục đường xuyên Á, có thể thông thương thuận lợi với các nước trong khu vực qua cửa khẩu Lao Bảo-Quảng Trị; đồng thời, Quốc lộ 49 nối đường Hồ Chí Minh với Quốc lộ 1, đây là trục giao thông Đông-Tây quan trọng kết nối A Lưới với Quốc lộ 1, thành phố Huế và các huyện đồng bằng. Có 85 km đường biên giới giáp với nước CHDCND Lào và là huyện duy nhất trong tỉnh có 2 khẩu quốc tế A Đớt-Tà Vàng (tỉnh Sê Kông) và cửa khẩu Hồng Vân-Kutai (tỉnh SaLavan) liên thông với CHDCND Lào, đây là các cửa ngõ phía Tây quan trọng, là lợi thế để huyện mở rộng hợp tác kinh tế, văn hóa với nước bạn Lào và các nước trong Khu vực.
Huyện A Lưới tiếp giáp với Lào ở phía tây, cách thành phố Huế 70 km về phía đông.
Về mặt giao thông, nó được nối với thành phố Huế bằng quốc lộ 49, là một quốc lộ rất hiểm trở có ba đèo cao và vực sâu, trong đó đèo A Co dài 16 km.
A Lưới là vùng đất có nhiều người dân tộc thiểu số sinh sống như: Tà Ôi, Cơ Tu, Vân Kiều,...
Các địa danh được biết đến ở A Lưới trong Chiến tranh Việt Nam gồm: đèo Mẹ Ơi, suối Máu, đồi A Bia (người Mỹ gọi là Hamburger Hill - đồi Thịt Băm, nơi xảy ra trận Đồi Thịt Băm),...

#### Địa hình
A Lưới là huyện miền núi, nằm trong khu vực địa hình phía Tây của dãy Trường Sơn Bắc, có độ cao trung bình 600–800 m so với mặt nước biển, độ dốc trung bình 20-250.
Địa hình A Lưới gồm hai phần: 
- Phần phía Đông Trường Sơn, địa hình hiểm trở, độ dốc lớn, có các đỉnh cao là Động Ngai 1.774 m ở giáp giới huyện Phong Điền, đỉnh Cô Pung 1.615 m, Re Lao 1.487 m, Tam Voi 1.224 m v.v. Đây là vùng thượng nguồn của ba con sông lớn là sông Đakrông, sông Bồ và sông Tả Trạch đổ về vùng đồng bằng của tỉnh Quảng Trị và thành phố Huế.
- Phần phía Tây Trường Sơn, địa hình có độ cao trung bình 600 m so mặt nước biển, bao gồm các đỉnh núi thấp hơn và một vùng thung lũng với diện tích khoảng 78.300 ha. Thung lũng A Lưới có địa hình tương đối bằng phẳng với chiều dài trên 30 km, đây là địa bàn tập trung đông dân cư của huyện.

#### Khí hậu
A Lưới nằm trong khu vực nhiệt đới gió mùa, chịu ảnh hưởng của khí hậu chuyển tiếp giữa miền Bắc và miền Nam.
Nhiệt độ trung bình trong năm khoảng 22 °C- 25 °C. Nhiệt độ cao nhất khoảng 34 °C- 36 °C, nhiệt độ thấp nhất trong khoảng 7 °C- 12 °C.
Lượng mưa các tháng trong năm từ 2900– 5800 mm.
Độ ẩm tương đối trung bình các tháng trong năm 86-88%.
Khí hậu chia làm 2 mùa rõ rệt: 
- Mùa mưa từ tháng 9 đến tháng 12, trong đó lượng mưa lớn tập trung vào 10 đến tháng 12, thường gây lũ lụt, ngập úng.
- Mùa khô kéo dài từ tháng 5 đến tháng 8, mưa ít, chịu ảnh hưởng gió Tây khô nóng, lượng bốc hơi lớn gây ra khô hạn kéo dài.

#### Thủy văn
A Lưới là khu vực thượng nguồn của năm con sông lớn, trong đó có 2 sông chảy sang Lào là sông A Sáp và sông A Lin; 3 sông chảy sang phía Việt Nam là sông Đakrông, sông Bồ và sông Tả Trạch (nhánh tả của sông Hương).  Ngoài ra A Lưới còn có mạng lưới các suối phân bố hầu khắp trên địa bàn huyện. Phần lớn sông suối có độ dốc lớn, nhiều thác ghềnh, lòng sông hẹp, thường bị sạt lở vào mùa mưa, gây khó khăn cho xây dựng cầu, đường và đi lại.

### Các nguồn tài nguyên

#### Tài nguyên đất
Hiện trạng đất đang sử dụng: Tổng diện tích tự nhiên toàn huyện A Lưới là 1.224,63 km², trong đó:
- Đất nông nghiệp: Diện tích 114.052,58 ha, chiếm 93,1% tổng diện tích tự nhiên, được sử dụng vào sản xuất nông, lâm nghiệp và thủy sản.
- Đất phi nông nghiệp: Diện tích 4.997,99 ha, bao gồm đất ở, đất chuyên dùng, đất tôn giáo-tín ngưỡng, đất nghĩa trang-nghĩa địa và sông suối, mặt nước chuyên dùng.
- Đất chưa sử dụng: Toàn huyện còn 3.413,03 ha đất chưa sử dụng, chiếm 2,78% diện tích tự nhiên, chủ yếu là đất đồi núi chưa sử dụng phân bố ở những vùng ít có điều kiện thuận lợi về tưới và giao thông đi lại khó khăn.

Đặc điểm thổ nhưỡng: Đất đai, thổ nhưỡng trên địa bàn A Lưới khá đa dạng, một số nhóm đất chiếm diện tích lớn bao gồm: 1) Nhóm đất feralit đỏ vàng trên đá sét và biến chất (Fs), chiếm 63% diện tích của huyện; 2) Nhóm đất feralit vàng trên đá cát (Fc), chiếm 28%; 3) Các nhóm đất khác, chiếm diện tích 9%.

#### Tài nguyên nước
Nguồn nước mặt: Nguồn cung cấp nước chủ yếu cho sản xuất và sinh hoạt dân cư trên địa bàn huyện A Lưới là hệ thống các sông và mạng lưới các khe suối. Trong phạm vi huyện A Lưới có các sông chính là sông A Sáp, A Lin, Tà Rình, Đakrông, sông Bồ.
Nguồn nước ngầm: Mực nước ngầm của các khu vực trong huyện khá cao. Qua khảo sát thực tế cho thấy các giếng đào của dân cho thấy mực nước ngầm có ở độ sâu từ 4 m trở lên.

#### Tài nguyên rừng
A Lưới có diện tích đất lâm nghiệp lớn 107.849,63 ha, trong đó diện tích đất rừng sản xuất có 45.903,28 ha, đất rừng phòng hộ 46.322,34 ha, rừng đặc dụng 15.489,10 ha; đất rừng tự nhiên là 86.647,16 ha, đất rừng trồng là 15.858,79 ha. Tỷ lệ che phủ rừng năm 2010 đạt 75%. Trữ lượng gỗ khoảng 6-7 triệu m³, với nhiều loại gỗ quí như lim, gõ, sến, mun, vàng tâm, dổi, kiền, tùng v.v. và nhiều loại lâm sản khác như tre, nứa, luồng, lồ ô, mây... Động vật rừng đa dạng và có một số loài như sao la, chồn hương, mang, nai...thuộc nhóm động vật quý hiếm cần được bảo vệ.

#### Tài nguyên khoáng sản
Trên địa bàn huyện A Lưới tài nguyên khoáng sản khá phong phú, trữ lượng lớn có thể khai thác theo quy mô công nghiệp, trong đó đáng kể nhất là các mỏ cao lanh, đá xây dựng, vàng, nước khoáng nóng v.v.

#### Tài nguyên du lịch
A Lưới là vùng núi cao mang trong mình nhiều cảnh đẹp thiên nhiên hoang sơ nhưng kỳ vỹ. Thác A Nô là một thắng cảnh nổi tiếng nằm trên địa phận xã Hồng Kim. Cách trung tâm huyện 30 km là những cánh rừng nguyên sinh và suối nước nóng rất cuốn hút và độc đáo thuộc địa phận xã A Roàng. Đây là khu rừng nguyên sinh còn khá nguyên vẹn, với diện tích khoảng 3.000 ha kéo dài từ A Lưới đến tận Quảng Nam với nhiều thác cao, vực sâu, rất hấp dẫn đối với loại hình du lịch sinh thái và dành cho những người yêu thích phiêu lưu, mạo hiểm. A Lưới còn có nhiều tiềm năng phát triển du lịch khác như động Tiến Công, núi Ta Lơng Ai, sông Tà Rình v.v.
Bên cạnh những tiềm năng du lịch thiên nhiên sinh thái hấp dẫn, A Lưới còn có nhiều di tích lịch sử cách mạng ghi dấu các chiến công anh dũng của dân và quân A Lưới cùng cả nước. Toàn huyện có 72 di tích lịch sử, trong đó có 7 điểm di tích cấp quốc gia với những cái tên quen thuộc như sân bay A So, địa đạo A Đon, địa đạo Động So, đồi A Biah, đường Hồ Chí Minh huyền thoại v.v.
A Lưới được nhắc đến như là một vùng đất còn lưu trữ nhiều giá trị văn hoá truyền thống đặc sắc. Đặc biệt là các lễ hội truyền thống văn hóa dân tộc, trong đó đậm nét nhất là lễ hội A Riêu Ping của người Pa Cô và lễ Aza. Các điệu múa, hát cha Chấp, dân ca cổ, cồng chiêng, khèn và cùng các món ăn đặc sản truyền thống như cơm nếp nương, bánh nếp A Coác, rượu đoác, rượu cần, cá suối v.v. tạo nên sự đa dạng, phong phú của văn hóa dân tộc đặc sắc nơi đây; làm cho A Lưới càng trở nên hấp dẫn để có thể khai thác phát triển du lịch văn hóa, lịch sử và du lịch cộng đồng v.v.

## Hành chính
Huyện A Lưới có 18 đơn vị hành chính cấp xã, bao gồm thị trấn A Lưới (huyện lỵ) và 17 xã: A Ngo, A Roàng, Đông Sơn, Hồng Bắc, Hồng Hạ, Hồng Kim, Hồng Thái, Hồng Thượng, Hồng Thủy, Hồng Vân, Hương Nguyên, Hương Phong, Lâm Đớt, Phú Vinh, Quảng Nhâm, Sơn Thủy, Trung Sơn.

## Lịch sử

### Hình thành và phát triển
A Lưới là căn cứ địa cách mạng của cả tỉnh, cả nước trong hai cuộc kháng chiến chống Pháp và Mỹ. Qua hai cuộc kháng chiến thần thánh của dân tộc, đồng bào các dân tộc A Lưới đã có nhiều tấm gương tiêu biểu như: Anh hùng liệt sỹ A Vầu, xã Hồng Kim; Anh hùng liệt sỹ Cu Lối, xã Hồng Nam; Anh hùng Cu Trip, Anh hùng Hồ Vai, Kăn Lịch, Kăn Đơm, Bùi Hồ Dục, Hồ A Nun và nhiều tấm gương tiêu biểu khác; đồng thời, đã đóng góp 33.837 tấn lương thực, thực phẩm, 4.560 lượt dân công hỏa tuyến, 7.850 lượt công dân lên đường nhập ngũ, 1,5 triệu ngày công phục vụ chiến đấu; 577 liệt sỹ, 1.086 thương binh, hàng ngàn gia đình có công, gần 10 nghìn người và 5.000 hộ gia đình tham gia cách mạng. Nhờ những đóng góp to lớn cho cách mạng mà đã được Đảng, Nhà nước tuyên dương, phong tặng huyện A Lưới danh hiệu anh hùng lực lượng vũ trang nhân dân; 16 xã, thị trấn được phong tặng anh hùng lực lượng vũ trang nhân dân; 8 cá nhân được phong tặng danh hiệu anh hùng lực lượng vũ trang nhân dân, 12 bà mẹ Việt Nam anh hùng, 19 tập thể anh hùng lực lượng vũ trang.
Đồng thời, huyện A Lưới là địa bàn sinh sống, tụ cư lâu đời của đồng bào các dân tộc thiểu số anh em: Pa Kô, Tà Ôi, Ka Tu, Pa Hy trong các thung lũng dọc Trường Sơn, sát với nước bạn Lào anh em, đến năm 1976, huyện A Lưới được thành lập và có thêm 3 xã kinh tế mới Sơn Thủy, Phú Vinh, Hương Phong là đồng bào kinh lên xây dựng quê hương mới tại A Lưới.
Đến nay, sau 38 năm (1976- 2014) trưởng thành và phát triển, huyện A Lưới hôm nay đã thay da đổi thịt, bộ mặt nông thôn miền núi đã có nhiều khởi sắc, kinh tế - xã hội đã có những bước phát triển và đã đạt được những kết quả quan trọng: Thu nhập bình quân đầu người 14 triệu đồng/người/năm; tốc độ tăng trưởng giá trị sản xuất đạt 15%; tỷ lệ hộ nghèo còn 13,64%; cơ sở hạ tầng được quan tâm đầu tư, xây dựng, như: Điện, đường, trường, trạm, thủy lợi, nước sinh hoạt,... nhờ vậy, đã có 100% thôn, bản có đường giao thông, 90% hộ gia đình sử dụng nước hợp vệ sinh, 100% xã, thị trấn có điểm bưu điện văn hóa xã (số liệu năm 2013).

### Lịch sử hành chính
Sau năm 1975, huyện A Lưới thuộc tỉnh Bình Trị Thiên, gồm 20 xã: A Đớt, A Ngo, A Roàng, Bắc Sơn, Đông Sơn, Hồng Bắc, Hồng Hạ, Hồng Kim, Hồng Nam, Hồng Quảng, Hồng Thái, Hồng Thượng, Hồng Thủy, Hồng Tiến, Hồng Trung, Hồng Vân, Hương Lâm, Hương Nguyên, Hương Phong và Nhâm.
Ngày 13 tháng 3 năm 1979, thành lập 2 xã Phú Vinh và Sơn Thủy thuộc vùng kinh tế mới.
Ngày 18 tháng 5 năm 1981, chuyển xã Hồng Tiến về huyện Hương Trà quản lý (nay là thị xã Hương Trà). Huyện A Lưới có 21 xã: A Đớt, A Ngo, A Roàng, Bắc Sơn, Đông Sơn, Hồng Bắc, Hồng Hạ, Hồng Kim, Hồng Nam, Hồng Quảng, Hồng Thái, Hồng Thượng, Hồng Thủy, Hồng Trung, Hồng Vân, Hương Lâm, Hương Nguyên, Hương Phong, Nhâm, Phú Vinh, Sơn Thủy.
Ngày 30 tháng 6 năm 1989, tỉnh Thừa Thiên Huế được tái lập từ tỉnh Bình Trị Thiên, huyện A Lưới thuộc tỉnh Thừa Thiên Huế.
Ngày 22 tháng 11 năm 1995, thành lập thị trấn A Lưới (thị trấn huyện lỵ huyện A Lưới) trên cơ sở toàn bộ diện tích tự nhiên và dân số của xã Hồng Nam.
Ngày 1 tháng 1 năm 2020, sáp nhập xã A Đớt và xã Hương Lâm thành xã Lâm Đớt, sáp nhập xã Hồng Quảng và xã Nhâm thành xã Quảng Nhâm, sáp nhập xã Bắc Sơn và Hồng Trung thành xã Trung Sơn.
Huyện A Lưới có 1 thị trấn và 17 xã như hiện nay.

## Giáo dục
Trên địa bàn huyện có 3 trường THPT công lập là:
- Trường THPT A Lưới (đóng tại thị trấn A Lưới).
- Trường THCS & THPT Trường Sơn (trên cơ sở hợp nhất trường THCS Hương Lâm và trường THPT Hương Lâm từ ngày 01/12/2021) (đóng tại xã Lâm Đớt).
- Trường THCS và THPT Hồng Vân (đóng tại xã Hồng Vân).

Ngoài ra, còn có Trung tâm GDNN-GDTX huyện A Lưới.
Ở các xã, thị trấn đều có các trường THCS, Tiểu học, Mầm non.

## Dân số
Theo số liệu thống kê năm 2013, dân số toàn huyện có 46.417 nghìn người, mật độ dân số 38 người/km², trong đó trên 80% là dân tộc thiểu số, bao gồm chủ yếu là các dân tộc Pa Kô, Tà Ôi, Ka Tu, Pa Hy và dân tộc Kinh. Chính vì thế, nơi đây hội tụ đa dạng những truyền thống văn hóa dân tộc rất đặc sắc, giá trị.

## Thủy điện
- Thủy điện A Lưới có công suất 170 MW với 2 tổ máy, xây dựng với hồ nước ở thượng nguồn dòng sông A Sáp (hay Sê A Sáp) [note 1] chuyển nước về nhà máy điện xả nước ra sông Bồ [7], khởi công tháng 6/2007 hoàn thành tháng 6/2012 [8][9]. Tên ban đầu của công trình là thủy điện A Sáp. 16°13′36″B 107°16′15″Đ / 16,22667°B 107,27083°Đ.
- Thủy điện A Roàng có công suất 7,2 MW với 2 tổ máy, xây dựng trên thượng nguồn sông Bồ tại vùng đất xã A Roàng, khánh thành tháng 1/2016 [10] 16°7′59″B 107°23′40″Đ / 16,13306°B 107,39444°Đ.

## Chỉ dẫn
1. ↑  Các văn liệu thủy điện gọi là "sông A Sáp". Theo Bản đồ tỷ lệ 1:50.000 tờ E-48-95C, Cục Đo đạc và Bản đồ (2004), tên đoạn sông này bên Lào là Sê Asap.